# Ронсон, Джесси
Дже́сси А́ллен Ро́нсон (англ. Jesse Allen Ronson; род. 24 декабря 1985, Лондон, Онтарио) — канадский боец смешанного стиля, представитель лёгкой и полусредней весовых категорий. Выступает на профессиональном уровне с 2009 года, известен по участию в турнирах таких бойцовских организаций как UFC, PFL, ACB и др. Владел титулами чемпиона TKO MMA в лёгком и полусреднем весах.

## Биография
Джесси Ронсон родился 24 декабря 1985 года в городе Лондон провинции Онтарио, Канада.
В детстве часто дрался на улице и в конечном счёте решил придать своим дракам более осмысленный характер, чтобы не быть арестованным и приговорённым — занялся единоборствами. Во время учёбы в старшей школе состоял в местной борцовской команде, позже перешёл в бокс и кикбоксинг, активно выступал на любительском уровне — имеет в этих дисциплинах несколько титулов и наград регионального значения.
Дебютировал в смешанных единоборствах на профессиональном уровне в ноябре 2009 года, отправив своего соперника в нокаут в первом же раунде. Дрался в небольших канадских промоушенах, при этом из большинства поединков выходил победителем. На начальном этапе карьеры отметился победами над такими известными бойцами как Джейсон Сагго, Райан Хили, Шейн Кемпбелл. Владел титулами чемпиона AM Ford Fight Night и Aggression FC в лёгкой весовой категории.
Имея в послужном списке 13 побед и только 2 поражения, Ронсон привлёк к себе внимание крупнейшей бойцовской организации мира Ultimate Fighting Championship и в августе 2013 года подписал с ней долгосрочный контракт. Дебютировал в октагоне UFC уже в сентябре, заменив травмировавшегося Марка Бочека в бою с Мишелом Празерисом на домашнем турнире в Торонто — противостояние между ними продлилось все отведённые три раунда, в итоге судьи раздельным решением отдали победу Празерису.
В 2014 году Ронсон ещё дважды дрался в UFC, уступив по очкам Франсиску Триналду и Кевину Ли. Потерпев три поражения подряд, был уволен из организации.
Покинув UFC, выступал на турнирах менее престижных промоушенов. В это время выиграл техническим нокаутом у американца Дома О’Грейди, проиграл по очкам таким известным бойцам как Александр Сарнавский и Мэтт Дуайер. Был претендентом на титул чемпиона XFFC в полусредней весовой категории, завладел титулами чемпиона TKO в лёгком и полусреднем весах. Успешно выступил на турнире Absolute Championship Berkut в Монреале.
Сделав серию из пяти побед, в конце 2018 года Ронсон предпринял попытку вернуться в UFC, где должен был заменить травмировавшегося Джона Макдесси в бою с Карлусом Диегу Феррейрой. Тем не менее, незадолго до начала турнира стало известно, что боец весит слишком много для лёгкой весовой категории и не сможет сбросить вес без вреда для здоровья, поэтому его новый контракт с организацией был аннулирован.
Вместо UFC Ронсон продолжил карьеру в другой крупной американской организации Professional Fighters League, в 2019 году принял участие в двух боях, но оба проиграл.

## Статистика в профессиональном ММА
| Боёв 32  | Побед 22 | Поражений 10 |
| -------- | -------- | ------------ |
| Нокаутом | 10       | 2            |
| Сдачей   | 8        | 1            |
| Решением | 4        | 7            |

| Результат | Рекорд | Соперник             | Способ                  | Турнир                                                | Дата             | Раунд | Время | Место                    | Примечание                                     |
| --------- | ------ | -------------------- | ----------------------- | ----------------------------------------------------- | ---------------- | ----- | ----- | ------------------------ | ---------------------------------------------- |
| Победа    | 22-10  | Николас Дальби       | Сдача (удушение сзади)  | UFC on ESPN: Whittaker vs. Till                       | 26 июля 2020     | 1     | 2:48  | Абу-Даби, ОАЭ            | Выступление вечера.                            |
| Победа    | 21-10  | Трой Ламсон          | Сдача (удушение сзади)  | BTC 9                                                 | 29 февраля 2020  | 1     | 4:16  | Китченер, Канада         | Бой в промежуточном весе 72,6 кг.              |
| Поражение | 20-10  | Николай Алексахин    | TKO (удары руками)      | PFL 7                                                 | 11 октября 2019  | 1     | 3:37  | Лас-Вегас, США           | Резервный бой PFL 2019 в полусреднем весе.     |
| Поражение | 20-9   | Нейтан Шульте        | Единогласное решение    | PFL 5                                                 | 25 июля 2019     | 3     | 5:00  | Атлантик-Сити, США       | Второй этап PFL 2019 в лёгком весе.            |
| Победа    | 20-8   | Майкл Дюфорт         | Раздельное решение      | TKO 44: Hunter Vs Barriault                           | 21 сентября 2018 | 5     | 5:00  | Квебек, Канада           | Выиграл титул чемпиона TKO в полусреднем весе. |
| Победа    | 19-8   | Дерек Готье          | TKO (удары руками)      | TKO 41: Champions                                     | 8 декабря 2017   | 1     | 1:10  | Монреаль, Канада         | Выиграл титул чемпиона TKO в лёгком весе.      |
| Победа    | 18-8   | Джереми Капони       | Сдача (удушение сзади)  | ACB 72                                                | 14 октября 2017  | 2     | 1:20  | Монреаль, Канада         |                                                |
| Победа    | 17-8   | Дерек Готье          | TKO (удары руками)      | TKO 38: Ascension                                     | 7 апреля 2017    | 3     | 3:49  | Монреаль, Канада         |                                                |
| Победа    | 16-8   | Джимми Спикуцца      | TKO (удары)             | TKO 36 Resurrection                                   | 4 ноября 2016    | 2     | 3:06  | Монреаль, Канада         |                                                |
| Поражение | 15-8   | Мэтт Дуайер          | Единогласное решение    | XFFC 10: Out of the Ashes                             | 8 июля 2016      | 3     | 5:00  | Гранд-Прери, Канада      |                                                |
| Поражение | 15-7   | Мэтт Макграт         | Единогласное решение    | XFFC 9: Conviction                                    | 15 апреля 2016   | 5     | 5:00  | Гранд-Прери, Канада      | Бой за титул чемпиона XFFC в полусреднем весе. |
| Поражение | 15-6   | Александр Сарнавский | Единогласное решение    | Abu Dhabi Warriors 3                                  | 3 октября 2015   | 3     | 5:00  | Абу-Даби, ОАЭ            |                                                |
| Победа    | 15-5   | Гаджи Зайпулаев      | Сдача (удушение д’Арси) | Abu Dhabi Warriors 2                                  | 26 марта 2015    | 2     | 3:24  | Абу-Даби, ОАЭ            |                                                |
| Победа    | 14-5   | Дом О’Грейди         | TKO (удары руками)      | PFC 3: Showdown in the Throwdown                      | 18 октября 2014  | 2     | 0:45  | Лондон, Канада           | Бой в промежуточном весе 77,6 кг.              |
| Поражение | 13-5   | Кевин Ли             | Раздельное решение      | The Ultimate Fighter: Team Edgar vs. Team Penn Finale | 6 июля 2014      | 3     | 5:00  | Лас-Вегас, США           |                                                |
| Поражение | 13-4   | Франсиску Триналду   | Раздельное решение      | UFC Fight Night: Machida vs. Mousasi                  | 15 февраля 2014  | 3     | 5:00  | Жарагуа-ду-Сул, Бразилия |                                                |
| Поражение | 13-3   | Мишел Празерис       | Раздельное решение      | UFC 165                                               | 21 сентября 2013 | 3     | 5:00  | Торонто, Канада          |                                                |
| Победа    | 13-2   | Шейн Кемпбелл        | Сдача (удушение сзади)  | AFC 19: Undisputed                                    | 5 июля 2013      | 2     | 1:59  | Эдмонтон, Канада         | Выиграл титул чемпиона AFC в лёгком весе.      |
| Победа    | 12-2   | Райан Хили           | Единогласное решение    | Score Fighting Series 7                               | 23 ноября 2012   | 3     | 5:00  | Гамильтон, Канада        |                                                |
| Победа    | 11-2   | Алекс Риччи          | Единогласное решение    | SFS 5: Fraser vs. Hill                                | 25 августа 2012  | 3     | 5:00  | Гамильтон, Канада        | Бой в промежуточном весе 70,8 кг.              |
| Победа    | 10-2   | Эрик Сен-Пьер        | TKO (удары руками)      | Elite 1: Redemption                                   | 28 июля 2012     | 1     | 2:17  | Монктон, Канада          | Бой в промежуточном весе 72,6 кг.              |
| Победа    | 9-2    | Брэд Кози            | KO (удары руками)       | AM Ford Fight Night 2012: Demolition                  | 14 апреля 2012   | 1     | 4:54  | Трейл, Канада            | Выиграл титул чемпиона AMFFN в лёгком весе.    |
| Победа    | 8-2    | Тони Херви           | Сдача (удушение сзади)  | SFS 3: Meltdown in the Valley                         | 3 декабря 2011   | 2     | 4:25  | Сарния, Канада           |                                                |
| Победа    | 7-2    | Джейсон Сагго        | Раздельное решение      | GWFC 1: Uprising                                      | 13 августа 2011  | 3     | 5:00  | Гамильтон, Канада        |                                                |
| Победа    | 6-2    | Брэндон Шаньон       | TKO (удары руками)      | Slammer in the Hammer                                 | 17 июня 2011     | 1     | 4:40  | Гамильтон, Канада        | Бой в полусреднем весе.                        |
| Поражение | 5-2    | Майк Риччи           | TKO (удары руками)      | Ringside MMA 10: Cote vs. Starnes                     | 9 апреля 2011    | 1     | 3:12  | Монреаль, Канада         | Бой в промежуточном весе 71,2 кг.              |
| Победа    | 5-1    | Алка Матева          | Сдача (рычаг локтя)     | Wreck MMA: Strong and Proud                           | 28 января 2011   | 1     | 4:51  | Гатино, Канада           | Бой в промежуточном весе 74,8 кг.              |
| Поражение | 4-1    | Линдси Хоукс         | Сдача (удушение сзади)  | Canadian Fighting Championship 6                      | 8 октября 2010   | 1     | 4:47  | Виннипег, Канада         |                                                |
| Победа    | 4-0    | Марк Дюрант          | Сдача (удушение сзади)  | Canadian Fighting Championship 5                      | 4 июня 2010      | 1     | 4:51  | Виннипег, Канада         |                                                |
| Победа    | 3-0    | Майк Тибодо          | KO (удары руками)       | Elite 1: First Blood                                  | 24 апреля 2010   | 2     | 2:34  | Монктон, Канада          |                                                |
| Победа    | 2-0    | Луис Сепеда-Ксавье   | TKO (удары руками)      | Canadian Fighting Championship 4                      | 26 февраля 2010  | 2     | 3:17  | Виннипег, Канада         |                                                |
| Победа    | 1-0    | Эрик Сан-Пьер        | KO (удары руками)       | Elite 1: Resurrection                                 | 28 ноября 2009   | 1     | 3:52  | Монктон, Канада          | Профессиональный дебют.                        |